# Telmatobius thompsoni
Telmatobius thompsoni là một loài ếch thuộc họ Leptodactylidae.
Đây là loài đặc hữu của Peru.
Môi trường sống tự nhiên của chúng là vùng cây bụi nhiệt đới hoặc cận nhiệt đới vùng đất cao, sông ngòi, đầm nước, đầm nước ngọt, và đầm nước ngọt có nước theo mùa.